# Baldassare Longhena

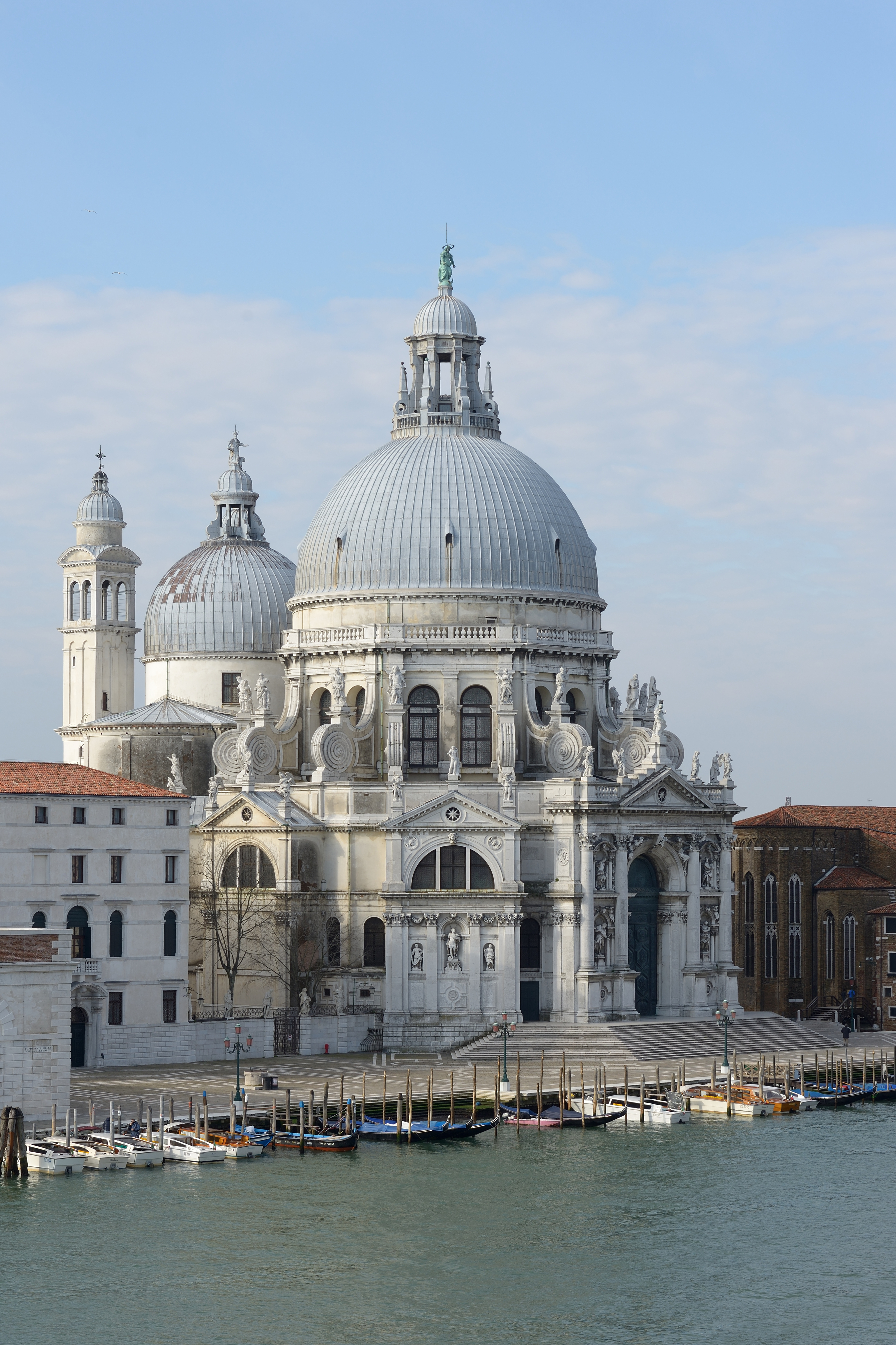
Santa Maria della Salute in Venedig

Baldassare Longhena (* 1598 (?) vielleicht in Venedig, denn seine Eltern aus Longhena (Provinz Brescia) wohnten in Maroggia; † 18. Februar 1682 ebenda) war ein italienischer Baumeister, der fast ausschließlich in Venedig und den Orten der Lagune tätig war.
Er lernte bei Vincenzo Scamozzi. Als eines seiner bedeutendsten Bauwerke gilt die von 1631 bis 1687 erbaute Kirche Santa Maria della Salute, bei der sich neben dem Einfluss seines Meisters besonders der von Andrea Palladio zeigt. Sie wurde anlässlich der Erlösung der Stadt von einer dreijährigen Pestwelle errichtet. 1640 vollendete er die von seinem inzwischen verstorbenen Meister begonnenen Procuratie nuove.

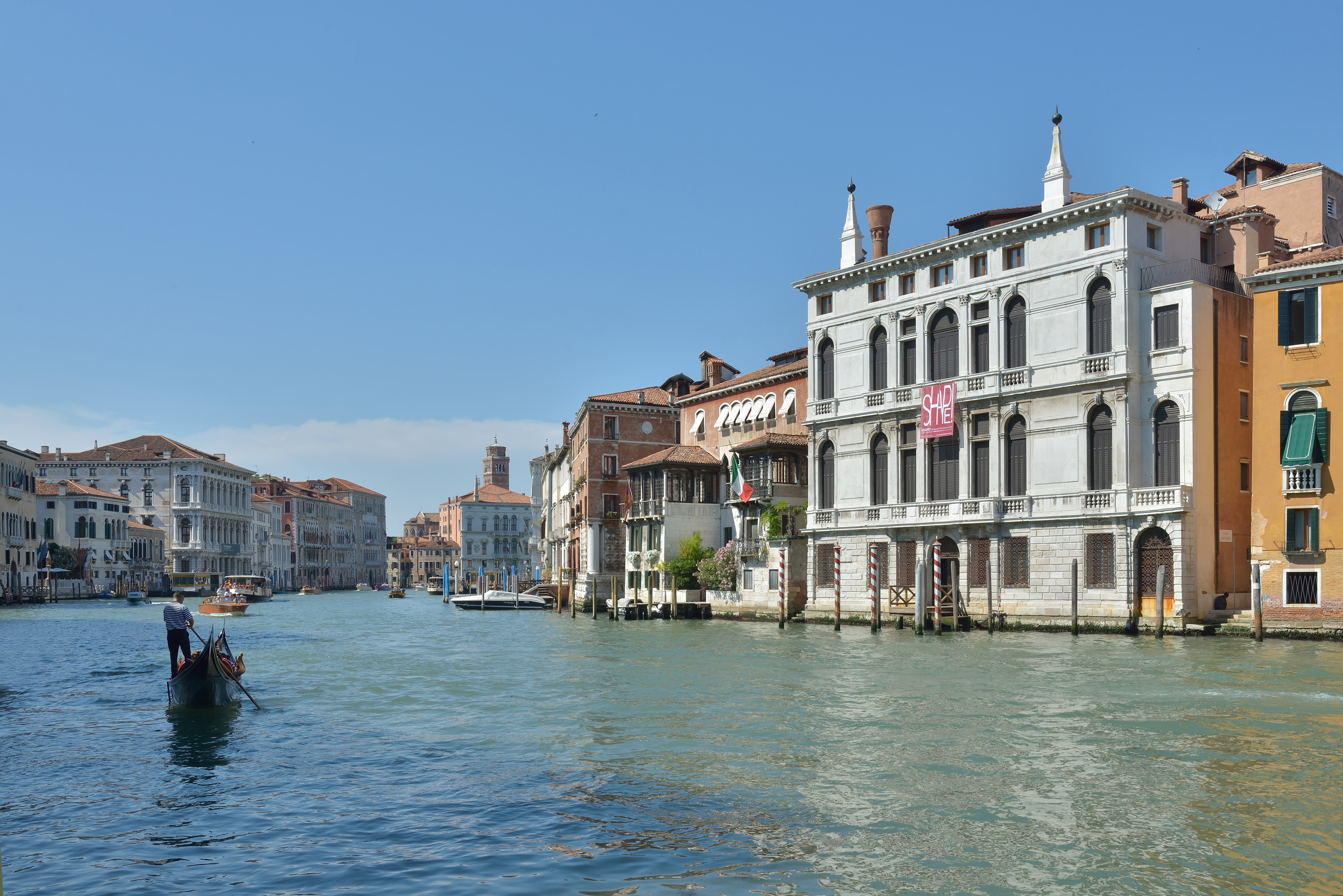
Der Palazzo Giustinian-Lolin am Canal Grande

1623 arbeitete er an der Umstrukturierung des Giustinian-Lolin-Palasts. Dem folgte eine Reihe von Kirchen und Kirchenfassaden, unter ihnen die 1624 begonnene Kathedrale in Chioggia, die nach einem Brand umgebaut wurde.
1648 bis 1660 arbeitete er am Palazzo Belloni Battagia, 1656 bis 1663 an der Scalzi-Kirche. Auch arbeitete er an zwei weiteren Palästen, nämlich der Ca’ Rezzonico (1667–1682) und der Ca’ Pesaro (1659–1682). Nur selten arbeitete er außerhalb Venedigs, so etwa in Loreo, Bassano del Grappa oder Conegliano.

## Werke
- Fassade von Santa Giustina (1640)

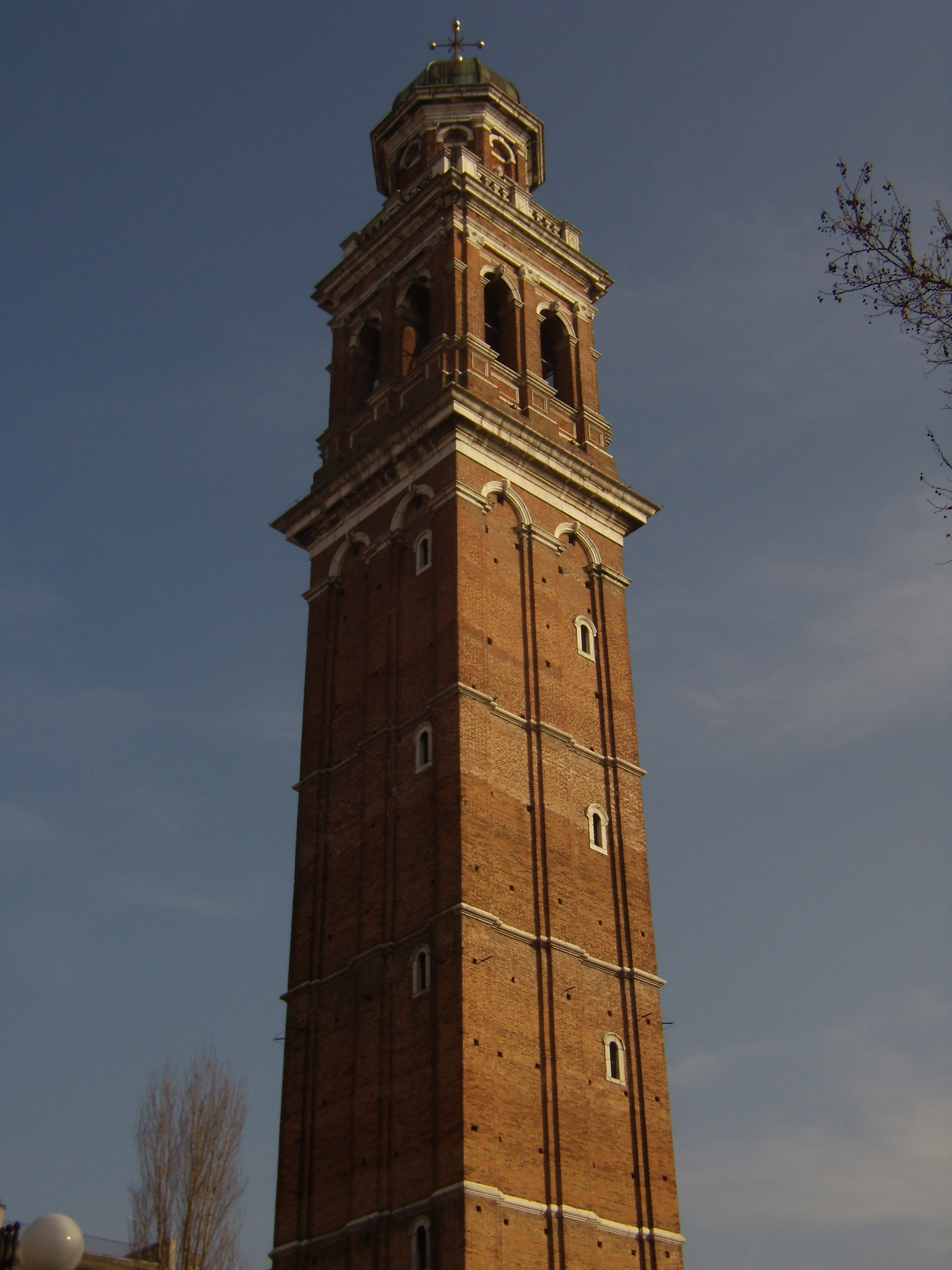
Turm der Kirche Santa Maria del Soccorso, Rovigo

- Flanginianisches Kolleg (Griechische Schule) (1648)
- Kapelle Vendramin in San Pietro di Castello
- Kirche Santa Maria di Nazareth (Scalzi) (1646)
- Palazzo Belloni Battagia
- Palazzo Pesaro (ab 1659)
- Seminario patriarcale (1670)
- Ca’ Rezzonico (ab 1667)
- Palazzetto da Lezze
- Palazzo Belloni Battagia
- Fassade des Palazzo Cappello Malipiero Barnabò
- Palazzo Erizzo a San Martino (Schüler)
- Palazzo Basadonna San Trovaso
- Palazzo Giustinian Lolin
- Palazzo Labia
- Palazzo Marcello Pindemonte
- Palazzo Widmann
- Villa Angarano, Fertigstellung einer Villa von Andrea Palladio
- Teilumbau des Palazzo Zen
- Ca’ Pesaro
- Bibliothek des Klosters San Giorgio Maggiore
- Santa Maria della Salute